# Teodoric de Moràvia
Teodoric de Moràvia fou un músic medieval, conegut per Mestre Teodor.
Va ser dominic, al que sembla, de la província de Polònia i un dels teòrics més eminents de la música litúrgica en el segle xiii. El seu Tractatus de música constitueix un dels grans monuments de la història del art per la seva extensió, claredat i encertada doctrina.
Professor dels Dominics de París, ja que la música formava part de les arts en aquella època, travà coneixement amb el general dels Dominics, Humbert de Romans, que es va servir d'ell per a la compilació de la litúrgia dominicana, sent obra de Teodoric bona part de les melodies litúrgiques usades entre els Dominics, i què, a judici dels historiadors del cant litúrgic, són del més bell de la pòstuma manera del gregorianisme. Aquestes seqüències del prototipus humbertí, que és certament obra de Teodoric.
El Tractatus de música d'aquest autor es convertí en el vademècum dels músics medievals, havent-se considerat com clàssic fins que la decadència musical del segle xv, amb els seus contrapuntistes, el va fer caure en l'oblit. Actualment se'l té en gran estima i resta molt estudiat el seu Tractatus de música.